# 映画をめぐる冒険
『映画をめぐる冒険』（えいがをめぐるぼうけん）は、村上春樹、川本三郎共著の映画カタログないしはエッセイ集。
1985年12月、講談社より刊行された。書き下ろし。装丁は岸顯樹郎。ビデオテープあるいはビデオディスクで見ることのできる映画264本が年代ごとにまとめられている。村上は154本について書き、川本は110本について書いている。映画はすべて外国映画である。

## 取り上げられている主な映画
1940年代まで

| - メトロポリス - 我輩はカモである - 四十二番街 | - マルタの鷹 - 若草の頃 - 三つ数えろ | - ギルダ - トミー&ジミー・ドーシー物語 - 黄金 | - 第三の男 - アダム氏とマダム |

1950年代

| - サンセット大通り - リオ・グランデの砦 - 真昼の決闘 - 静かなる男 | - リリー - 百万長者と結婚する方法 - 理由なき反抗 - 地下水道 | - 灰とダイヤモンド - 突撃 - 赤い矢 - 旅路 | - ガンヒルの決斗 - 渚にて |

1960年代

| - 荒野の七人 - アパートの鍵貸します - 荒馬と女 - 草原の輝き - アラビアのロレンス - 水の中のナイフ - 女と男のいる舗道 | - 何がジェーンに起ったか? - イグアナの夜 - その男ゾルバ - 質屋 - 駆逐艦ベッドフォード作戦 - コレクター - ダンディー少佐 | - シェナンドー河 - 何かいいことないか子猫チャン - わが命つきるとも - プロフェッショナル - 将軍たちの夜 - 裸足で散歩 - 暴力脱獄 | - 生ける屍の夜 - バージニア・ウルフなんかこわくない - 愛すれど心さびしく - 明日に向って撃て! - 雨のなかの女 - ひとりぼっちの青春 - くちづけ |

1970年代

| - ソルジャー・ブルー - マーフィの戦い - アンドロメダ… - THX 1138 - ルードウィヒ神々の黄昏 - ウッディ・アレンのSEXのすべて - 脱出 | - サイレント・ランニング - スローターハウス5 - チャイナタウン - サンダーボルト - フェリーニのアマルコルド - 悪魔のいけにえ - アデルの恋の物語 | - 大統領の陰謀 - 地球に落ちて来た男 - ジュリア - ローリング・サンダー - アニマル・ハウス - マチルダ - ディア・ハンター | - 愛の断層 - 地獄の黙示録 - ブリキの太鼓 - 少年の黒い馬 ワイルド・ブラック - タイム・アフター・タイム - ヤング・ゼネレーション |

1980年代

| - ロング・ライダーズ - グロリア - トム・ホーン - 忍冬の花のように - アルタード・ステーツ - レイジング・ブル | - 最前線物語 - スター・ウォーズ／帝国の逆襲 - ディーバ - 針の眼 - 狼男アメリカン - アトランティック・シティ | - 誓い - ラゲッディーマン - ソフィーの選択 - 氷壁の女 - ベストフレンズ - ダイナー | - フィツカラルド - 銀河伝説クルール - スカーフェイス - ストリート・オブ・ファイヤー - ハンガー - アマデウス |